# Far out-voorvork

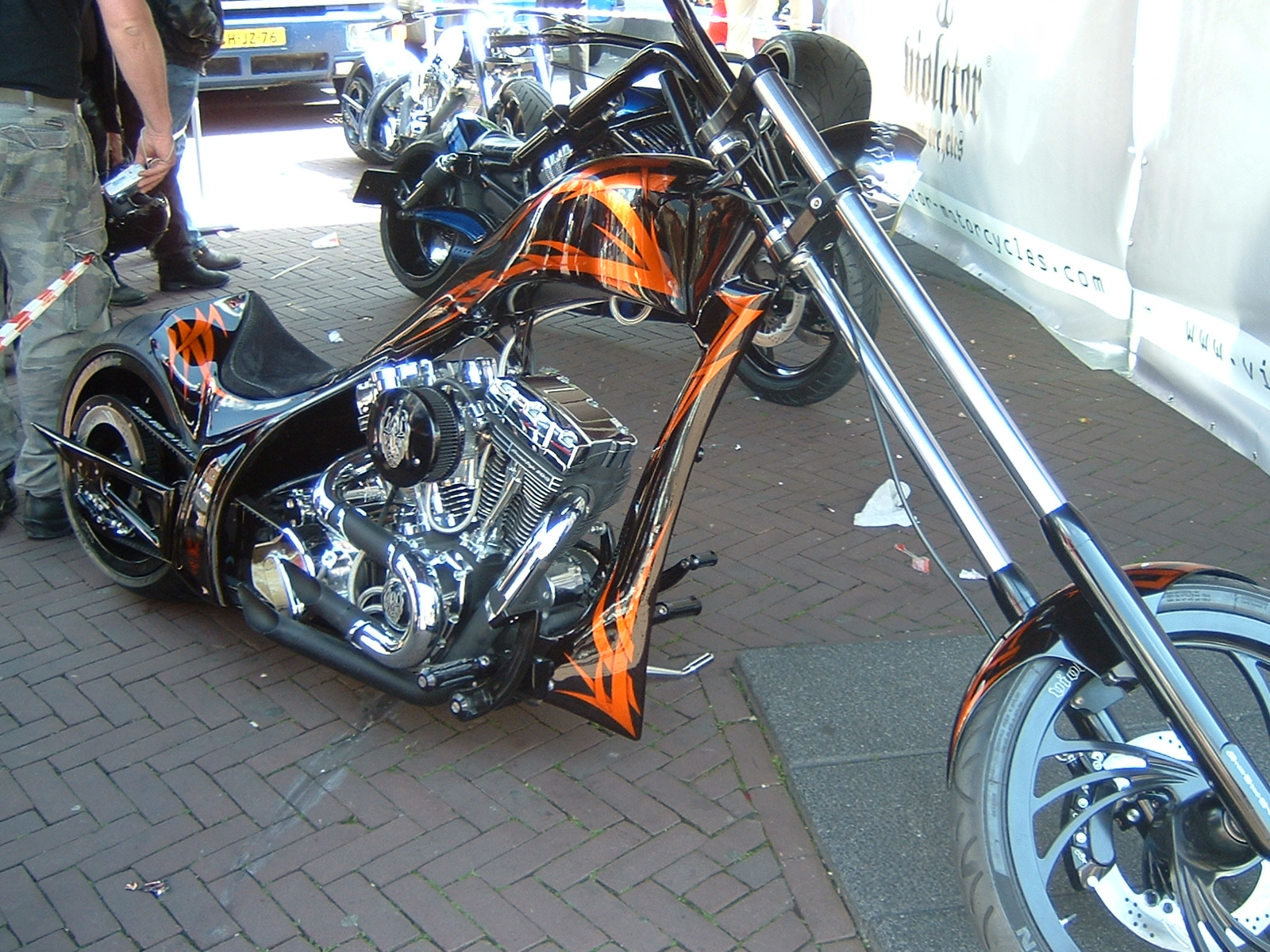
Harley-Davidson chopper met een far out-voorvork

Een far out voorvork is een lange, onderuit gezakte motorfiets-voorvork voor choppers. Het eerste motormerk dat hiermee begon was het merk Harley-Davidson. Hierna kwamen er meerdere producenten die mede geïnspireerd door de speelfilm Easy Rider mee op de markt kwamen in modellen of via ombouwsets.